# Tangara barbouillé
Sphenopsis melanotis
Espèce
Statut de conservation UICN

 LC  : Préoccupation mineure
Le Tangara barbouillé (Sphenopsis melanotis) est une espèce de passereaux appartenant à la famille des Thraupidae.

## Répartition
Cet oiseau se trouve en Bolivie, en Colombie, en Équateur, au Pérou et au Venezuela.

## Habitat
Il vit dans les forêts humides subtropicales ou tropicales de montagne et les forêts primaires fortement dégradées.

## Sous-espèces
D'après Alan P. Peterson, il en existe 4 sous-espèces :
- S. m. berlepschi (Taczanowski) 1880 ;
- S. m. castaneicollis (Sclater,PL) 1858 ;
- S. m. macrophrys Koepcke 1961 ;
- S. m. ochraceus (Berlepsch & Taczanowski) 1884.